# Domkerk Sint-Olaf (Oslo)
De Domkerk Sint-Olaf (Noors: Sankt Olavs Domkirke) te Oslo is de rooms-katholieke kathedraal van het bisdom Oslo.

## Geschiedenis
De kerk werd destijds buiten de toenmalige stad gebouwd, nabij het Kerkhof van onze Verlosser (Vår Frelsers gravlund). De bouw werd vrijwel geheel uit giften bekostigd. De grootste bijdrage kwam echter van koningin Josefina, die zelf katholiek was. Enkele stukken van de huidige inrichting van de Olafkerk stammen uit haar privébezit. 
De architect Heinrich Ernst Schirmer was de bouwer van het neogotische kerkgebouw, waarvan in 1852 de eerste steen werd gelegd. 
In 1856 werd de kerk geopend, maar de wijding ervan vond pas in 1896 plaats omdat er in Noorwegen geen katholieke bisschoppen waren. Pas met de stichting van het bisdom Oslo in 1953 verkreeg de kerk de status van kathedraal.
De kerk is de twee katholieke kathedraal van Oslo. De eerste, de Sint-Hallvardkathedraal, was een romaans kerkgebouw uit de 12e eeuw. Deze kerk werd na de reformatie protestants, maar moest na een brand in 1667 worden afgebroken. De resten van de oude kathedraal dienden als bouwmateriaal van de vesting Akershus.
Tijdens zijn reis door de Scandinavische landen in 1989 bezocht paus Johannes Paulus II de Olafkerk.

## Inrichting
De Sint-Olaf is het religieuze centrum voor de circa 200.000 katholieke gelovigen in Noorwegen. Het tabernakel van Italiaans marmer is een geschenk van paus Pius IX. In de Olafkerk bevindt zich ook het enige relikwie van koning Olaf, de schutspatroon van Noorwegen. De laatste grote renovatie dateert uit 1975-1976.
Het orgel werd in 1970 door de orgelbouwer J.H. Jørgensen gebouwd. Het instrument bezit 20 registers op twee manualen en pedaal. De tracturen zijn mechanisch.

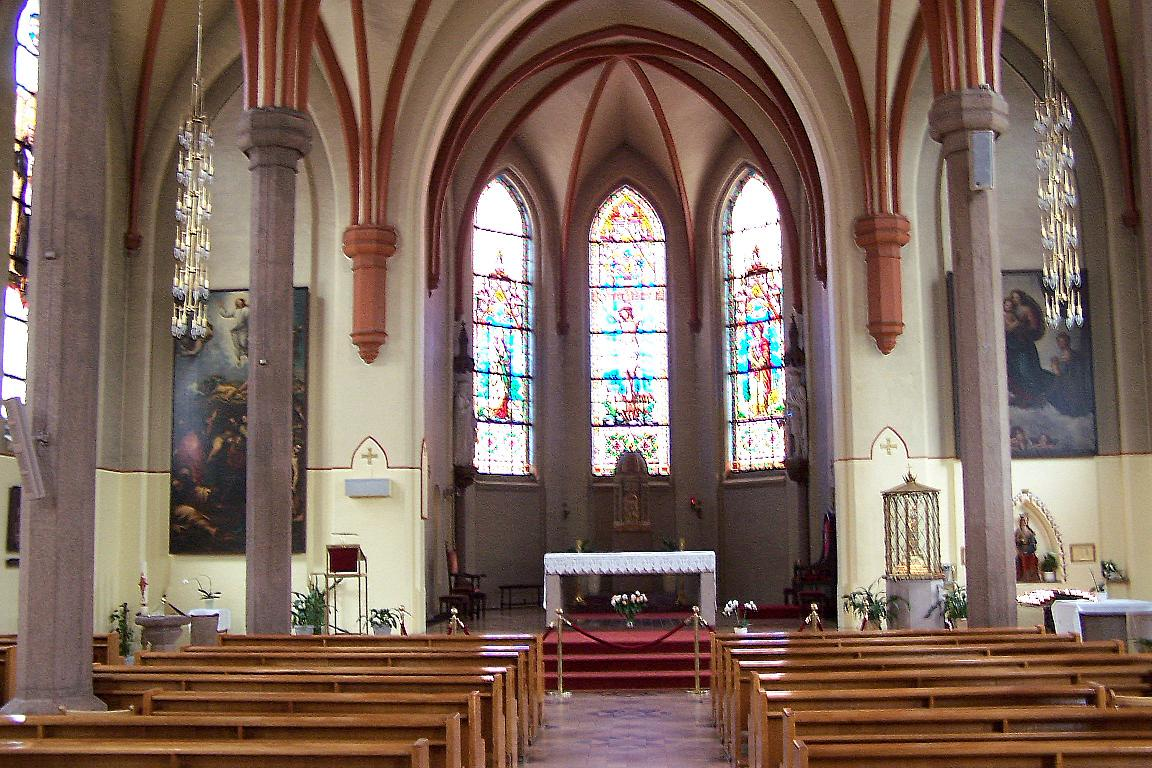
Interieur